# Марш-Гров (тауншип, Миннесота)
Марш-Гров (англ. Marsh Grove) — тауншип в округе Маршалл, Миннесота, США. На 2000 год его население составило 145 человек.

## География
По данным Бюро переписи населения США площадь тауншипа составляет 92,7 км², из которых 92,7 км² занимает суша, водоёмов нет.

## Демография
По данным переписи населения 2000 года здесь находились 145 человек, 55 домохозяйств и 43 семьи. Плотность населения —  1,6 чел./км². На территории тауншипа расположено 64 постройки со средней плотностью 0,7 построек на один квадратный километр. Расовый состав населения: 98,62 % белых, 0,69 % афроамериканцев и 0,69 % приходится на две или более других рас. Испанцы или латиноамериканцы любой расы составляли 0,69 % от популяции тауншипа.
Из 55 домохозяйств в 32,7 % воспитывались дети до 18 лет, в 67,3 % проживали супружеские пары, в 7,3 % проживали незамужние женщины и в 21,8 % домохозяйств проживали несемейные люди. 20,0 % домохозяйств состояли из одного человека, при том 9,1 % из — одиноких пожилых людей старше 65 лет. Средний размер домохозяйства — 2,64, а семьи — 2,93 человека.
29,0 % населения младше 18 лет, 8,3 % в возрасте от 18 до 24 лет, 19,3 % от 25 до 44, 24,8 % от 45 до 64 и 18,6 % старше 65 лет. Средний возраст — 38 лет. На каждые 100 женщин приходилось 107,1 мужчин. На каждые 100 женщин старше 18 приходилось 110,2 мужчин.
Средний годовой доход домохозяйства составлял 35 625 долларов, а средний годовой доход семьи —  39 375 долларов. Средний доход мужчин —  24 063  доллара, в то время как у женщин — 21 563. Доход на душу населения составил 13 827 долларов. За чертой бедности находились 15,4 % семей и 15,3 % всего населения тауншипа, из которых 16,7 % младше 18 и 25,9 % старше 65 лет.